# 周美微
周美微 （ZHOU Meiwei，1989年3月10日—），中国女子手球運動員。

## 簡歷
2010年11月，周美微代表中國出戰廣州亞運會，參加女子手球比賽項目，奪得金牌。